# Verre Oosten

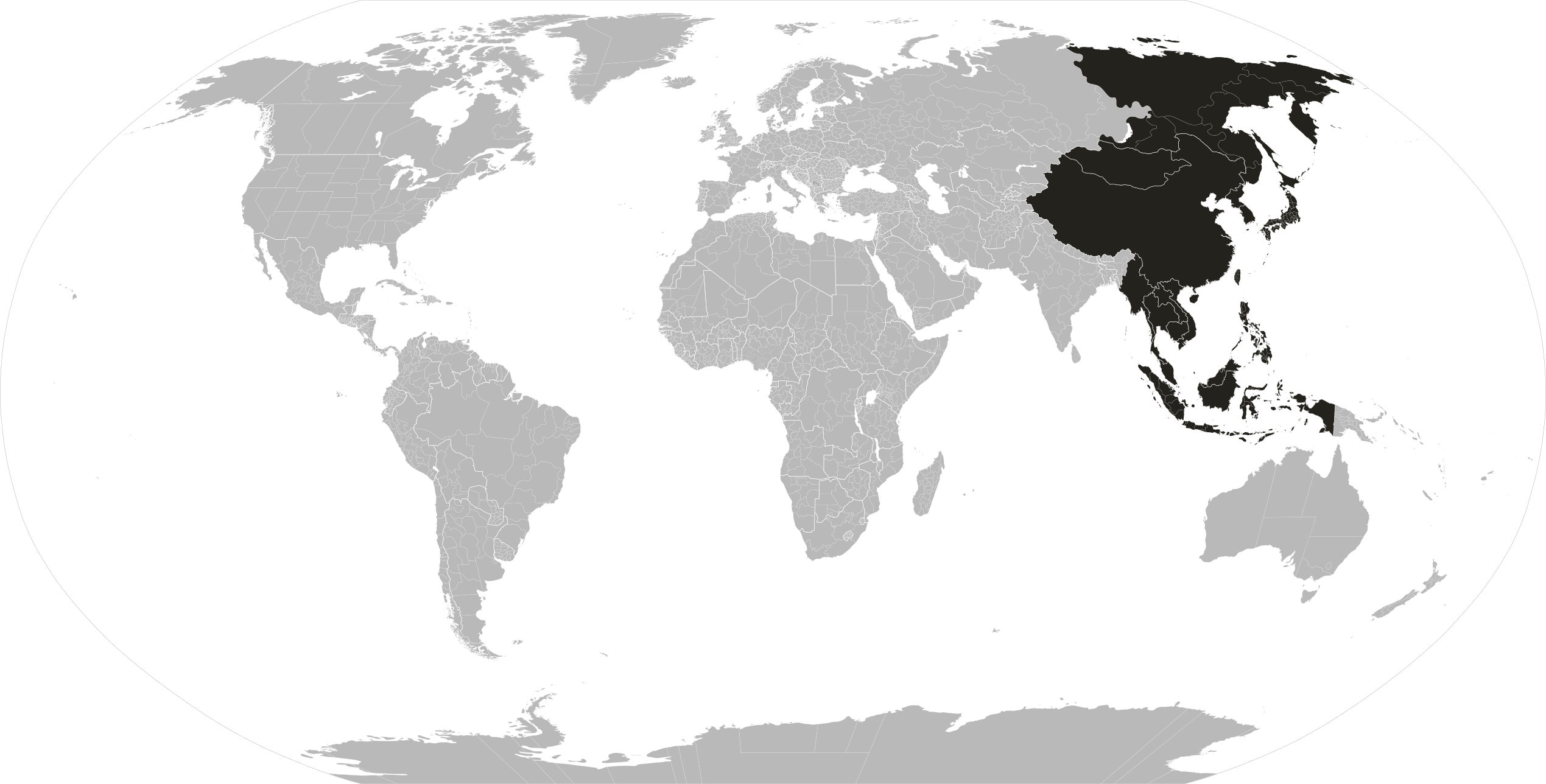
Het Verre Oosten

Het begrip Verre Oosten omvat alle regio's in het oosten van het continent Azië. Het begrip gaat uit van een Europees standpunt en is historisch verbonden met Europese handels- en ontdekkingsreizen. Sinds de tweede helft van de 20e eeuw worden, in plaats van het eurocentrische begrip 'Verre Oosten', steeds vaker de benamingen Oost-Azië en Zuidoost-Azië gebruikt.
In het taalgebruik van het Britse Rijk werd met het begrip Far East sinds het begin van de 19e eeuw alle gebieden oostelijk van Brits-Indië aangeduid, waaronder Indochina, China, Japan, Rusland en Korea. De Amerikanen namen deze terminologie over, hoewel vanuit de Verenigde Staten gezien het Verre Oosten westelijk ligt.